# 136100 Angelamisiano
136100 Angelamisiano este o planetă minoră (asteroid), cu un diametru de 6,005 km, din Outer Main Belt⁠(d). A fost descoperită pe 26 februarie 2003 la  de . 
Obiectul prezintă o orbită caracterizată de o semiaxă mare de 3,3610235696936 UAi, o excentricitate de 0,069093353560473, o înclinație de 2,3986197613678 ° în raport cu ecliptica.